# گیتوی، شهرستان نوادا، کالیفرنیا
گیتوی (به انگلیسی: Gateway) یک منطقهٔ مسکونی در ایالات متحده آمریکا است که در شهرستان نوادا، کالیفرنیا واقع شده‌است. گیتوی ۱٬۸۱۳ متر بالاتر از سطح دریا واقع شده‌است.